# Патриция Коннаутская
Патриция Коннаутская (Виктория Патриция Елена Елизавета, англ. Princess Patricia of Connaught; 17 марта 1886, Вестминстер, Большой Лондон — 12 января 1974, Ribsden Holt) — член британской королевской семьи, внучка королевы Виктории. Чтобы выйти за простолюдина Александра Рамзея, отказалась от титула Её Королевское Высочество.

## Биография
Принцесса Патриция родилась 17 марта 1886 года, в День святого Патрика, в Букингемском дворце, Лондон. Её отцом был Артур, герцог Коннаутский, третий сын королевы Виктории и Альберта Саксен-Кобург-Готского, а матерью — Луиза Маргарита Прусская. У Патриции были также старшие сестра и брат, Артур Коннаутский и Маргарита Коннаутская, позже наследная принцесса Швеции. Её крестили 1 мая 1886 года, и крёстными были: королева Виктория (бабушка по отцовской линии), Эрнст II (двоюродный дед по отцовской линии), Элизабет Анна, принцесса Прусская (тётя по материнской линии), германский император Вильгельм II (двоюродный брат), Елена, принцесса Великобритании (родственник по отцовской линии), Альберт, принц Прусский (двоюродный брат по материнской линии). Имя Виктория было дано в честь королевы Виктории, Патриция в честь Святого Патрика, Елена в честь сестры отца.

### Канада
В детстве принцесса Патриция много путешествовала. Когда её отец был отправлен вместе с армией в Индию, она в течение двух лет жила с ним. В 1911 году герцог Коннаутский был назначен генерал-губернатором Канады, и Патриция также сопровождала родителей. 22 февраля 1918 года она была назначена полковником Канадского полка лёгкой пехоты. Позже он был назван в её честь.

### Свадьба
Вопрос о браке Патриции был самой горячей темой при дворе короля Эдуарда. На руку невесты претендовали многие иностранные монархи и члены их семей, в том числе король Испании Альфонс XIII, будущий король Португалии Мануэл II, а также великий герцог Адольф Фридрих Мекленбург-Стрелицкий и Михаил Александрович, младший брат царя Николая II.
В конце концов Патриция вышла замуж за человека не королевской крови, младшего сына 13-го графа Далхаузи. Её избранником стал флотоводец (впоследствии адмирал) Александр Рамзей (29 мая 1881 — 8 октября 1972). Свадьба состоялась 27 февраля 1919 года в Вестминстерском аббатстве. Патриция Коннаутская отказалась от титулов Её Королевское Высочество и принцесса Британии и Ирландии. За ней остался только титул леди Патриция Рамзей. У супругов  был один ребёнок: сын Александр (21 декабря 1919 — 20 декабря 2000).

### Следующие годы жизни
Несмотря на отказ от своего королевского титула, Патриция оставалась членом королевской семьи и в линии престолонаследия, а также присутствовала на всех основных событиях, включая королевские свадьбы, похороны и коронации Георга VI в 1937 году и Елизаветы II в 1952 году. Патриция, будучи опытным художником, стала в 1959 году почётным членом Королевского художественного института акварели. Бо́льшая часть её работ была вдохновлена поездками по тропическим странам.
Патриция Коннаутская умерла 12 января 1974 года в Уиндлшеме, Суррей. Была похоронена на Королевском кладбище на территории поместья Фрогмор.

## Награды и титулы

### Титулы
- 17 марта 1886 — 27 февраля 1919: Её Королевское Высочество принцесса Патриция Коннаутская
- 27 февраля 1919 — 12 января 1974: леди Патриция Рамзей

### Награды
- Орден Индийской короны (1911)
- Орден Святого Иоанна Иерусалимского (1934)
- Награда Канадских вооружённых сил (1934)